# Antti Tuisku
Antti Tuisku (Rovaniemi, Lapónia 27 de fevereiro de 1984) é um cantor pop finlandês. Ele terminou em 3.º lugar no concurso Idols (a versão finlandesa do concurso Ídolos).
 Tuisku  vendeu mais de 250 000 discos durante a sua curta carreira na Finlândia (a Finlândia tem pouco mais de 5 milhões de habitantes).
O seu último sucesso foi Sata salamaa (2015) (uma versão da canção com que Vicky Rosti representou a Finlândia no Festival Eurovisão da Canção 1987) que alcançou o 1.º lugar do top finlandês. Ele canta maioritariamente na sua língua materna.

## Discografia

### Álbuns
| Ano  | Título           | Melhor posição no top | Certificação |
| Ano  | Título           | FIN                   | Certificação |
| ---- | ---------------- | --------------------- | ------------ |
| 2004 | Ensimmäinen      | 1                     | Platina      |
| 2005 | Antti Tuisku     | 1                     | Platina      |
| 2005 | Minun jouluni    | 3                     | Ouro         |
| 2006 | New York         | 1                     | Ouro         |
| 2006 | Rovaniemi        | 2                     | –            |
| 2009 | Hengitän         | 3                     | Ouro         |
| 2010 | Kaunis kaaos     | 2                     | Platina      |
| 2011 | Minun jouluni 2  | 5                     | Ouro         |
| 2011 | Toisenlainen tie | 2                     | Ouro         |
| 2015 | En kommentoi     | 1                     | Platina      |

Compilações
| Ano  | Título                       | Melhor classificação |
| Ano  | Título                       | FIN                  |
| ---- | ---------------------------- | -------------------- |
| 2007 | Aikaa – Greatest Hits Vol. 1 | 10                   |

Outros
| Ano  | Título                     | Melhor posição |
| Ano  | Título                     | FIN            |
| ---- | -------------------------- | -------------- |
| 2004 | Ensimmäinen Deluxe         | 3              |
| 2007 | Hengitän [Special Edition] | 28             |

### Singles
| Ano  | Título                                          | Melhor posição | Álbum                         |
| Ano  | Título                                          | FIN            | Álbum                         |
| ---- | ----------------------------------------------- | -------------- | ----------------------------- |
| 2004 | "En halua tietää"                               | 1              | Ensimmäinen                   |
| 2004 | "Yritä ymmärtää / Boom Boom"                    | 3              | Ensimmäinen                   |
| 2005 | "Tyhjä huone"                                   | 1              | Antti Tuisku                  |
| 2006 | "Sekaisin"                                      | 2              | New York                      |
| 2009 | "Juuret"                                        | 1              | Hengitän                      |
| 2009 | "Viilto"                                        | 12             | Hengitän                      |
| 2010 | "Hyökyaalto"                                    | 13             | Kaunis kaaos                  |
| 2015 | "Peto on irti"                                  | 5              | En kommentoi                  |
| 2015 | "Blaablaa (En kuule sanaakaan)"                 | –              | En kommentoi                  |
| 2015 | "Keinutaan" (featuring VilleGalle)              | 3              | En kommentoi                  |
| 2015 | "Sata salamaa"                                  | 1              | Vain elämää kausi 4 – päivä   |
| 2015 | "Party (Papiidipaadi)" (featuring Nikke Ankara) | 1              | En kommentoi – Deluxe version |
| 2016 | "Pyydä multa anteeks kunnolla"                  | 2              | En kommentoi – Deluxe version |

Outras canções que entraram no top
| Ano  | Título  | Melhor posição | Álbum                       |
| Ano  | Título  | FIN            | Álbum                       |
| ---- | ------- | -------------- | --------------------------- |
| 2015 | "Pojat" | 8              | Vain elämää kausi 4 – päivä |